# Pierre de Meuron
Pierre de Meuron, född 8 maj 1950 i Basel, är en schweizisk arkitekt.
Pierre de Meuron är en av grundarna av arkitektbyrån Herzog & de Meuron.